# Колективна безпека

Найбільші військові блоки, одним з принципів яких є колективна безпека:
НАТО
УНАСУР
ШОС, ОДКБ
АС

Колективна безпека — система колективних дій держав і товариств з метою захисту від внутрішніх і зовнішніх загроз.
Створення системи колективної безпеки передбачає реалізацію комплексу заходів політичного, економічного, правового характеру, а також військово-організаційними заходами, спрямованих на відсіч агресії. Колективна безпека держав учасниць системи базується на таких принципах:
- неподільність безпеки: агресія проти однієї держави учасника розглядається, як агресія проти всіх держав учасниць;
- рівна відповідальність держав учасниць за збереження безпеки;
- невтручання у внутрішні справи один одного і врахування інтересів один одного;
- колективна оборона;
- можливість розміщення окремих військових баз і об'єктів одних держав-учасниць на території інших;
- прийняття рішень із принципових питань забезпечення колективної безпеки на основі консенсусу;
- відповідність складу і готовності збройних сил і фінансових зобов'язань учасників масштабам військової загрози.

Колективна безпека включає систему заходів, спрямованих на підтримку міжнародного миру, запобігання війні, по наданню колективної відсічі агресії і колективної допомоги. Ця співпраця може здійснюватися і в рамках ООН, НАТО, ОБСЄ та інших міжнародних організацій безпекового характеру як на регіональній так і міжрегіональній основі.
Побудова системи колективної безпеки повинна засновуватися на регіональних підсистемах з урахуванням спільності територій, характеру загроз, угруповань військ, інфраструктури та інших умов і чинників.
З метою підвищення ефективності системи повинні базуватися на регіональних підсистемах колективної безпеки та враховувати характер викликів і загроз, склад і можливості контингентів військ, інфраструктури тощо. Створення системи колективної безпеки розглядається як
один з найбільш ефективних засобів зменшення ризику війни у сучасних
міжнародних відносинах.